# 懿昭世子
懿昭世子（いしょうせいし、イソセジャ、의소세자、1750年 - 1752年）または懿昭世孫（イソセソン）は、李氏朝鮮の王族。正祖の同母兄。名は琔（ジョン、정）。

## 生涯
- 英祖の次男荘献世子と恵慶宮洪氏の1番目の男子として生まれたが、2歳で病死した。後に荘献世子が追尊されると、懿昭世孫の諡号を追贈された。

## 系図
懿昭世孫の親類・近親・祖先の詳細
```
荘献世子
（荘祖） ━┳
懿昭世孫

                   ┃ 
                   ┣22代
正祖
━23代
純祖
━━━
孝明世子
（翼宗）━24代
憲宗
 
                   ┃ 
 　　　　       　 ┣
恩彦君
━━
全渓大院君
━━25代
哲宗
 
  　　　　         ┃ 
  　　　　         ┣恩信君＝＝
南延君
（養子）━
興宣大院君
━━━26代
高宗

  　　　　         ┃
  　　　　         ┗
恩全君
```